# Tápiógyörgye
Tápiógyörgye je obec v Maďarsku v župě Pest v okrese Nagykáta.
Má rozlohu 53,31 km² a v roce 2013 zde žilo 3461 obyvatel.

## Historie
Obec byla poprvé zmíněna v roce 1220 v Regestrum Varadiense. Následně zničila mongolská invaze celou vesnici, takže ve zbytku 13. a ve 14. století zůstala neobydlená. Osidlování začalo opět až v 15. století.

## Partnerská města
- Dosolo, Itálie (1987)
- Rimetea, Rumunsko (1990)
- Wünnewil-Flamatt, Švýcarsko (1996)